# 三弦

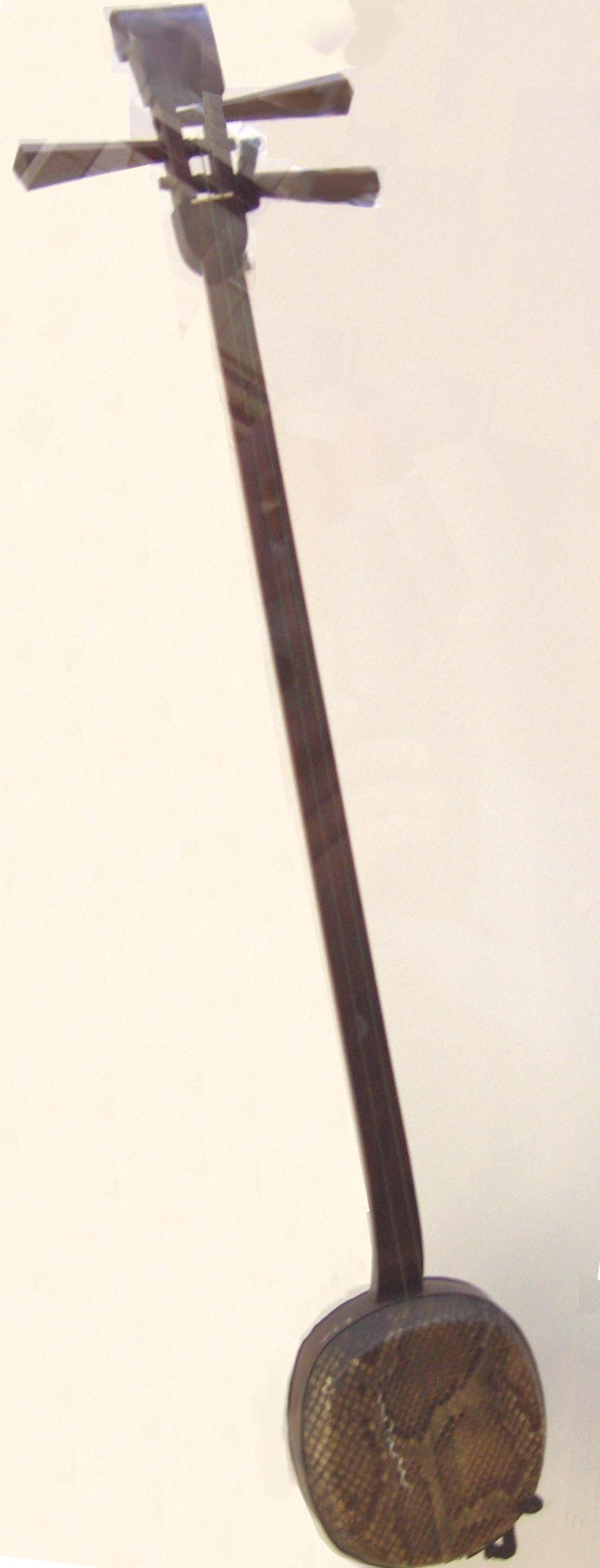
三弦（大三弦）

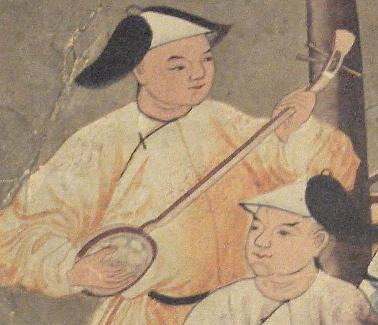
三弦奏者。清の乾隆時代(1780年頃)。

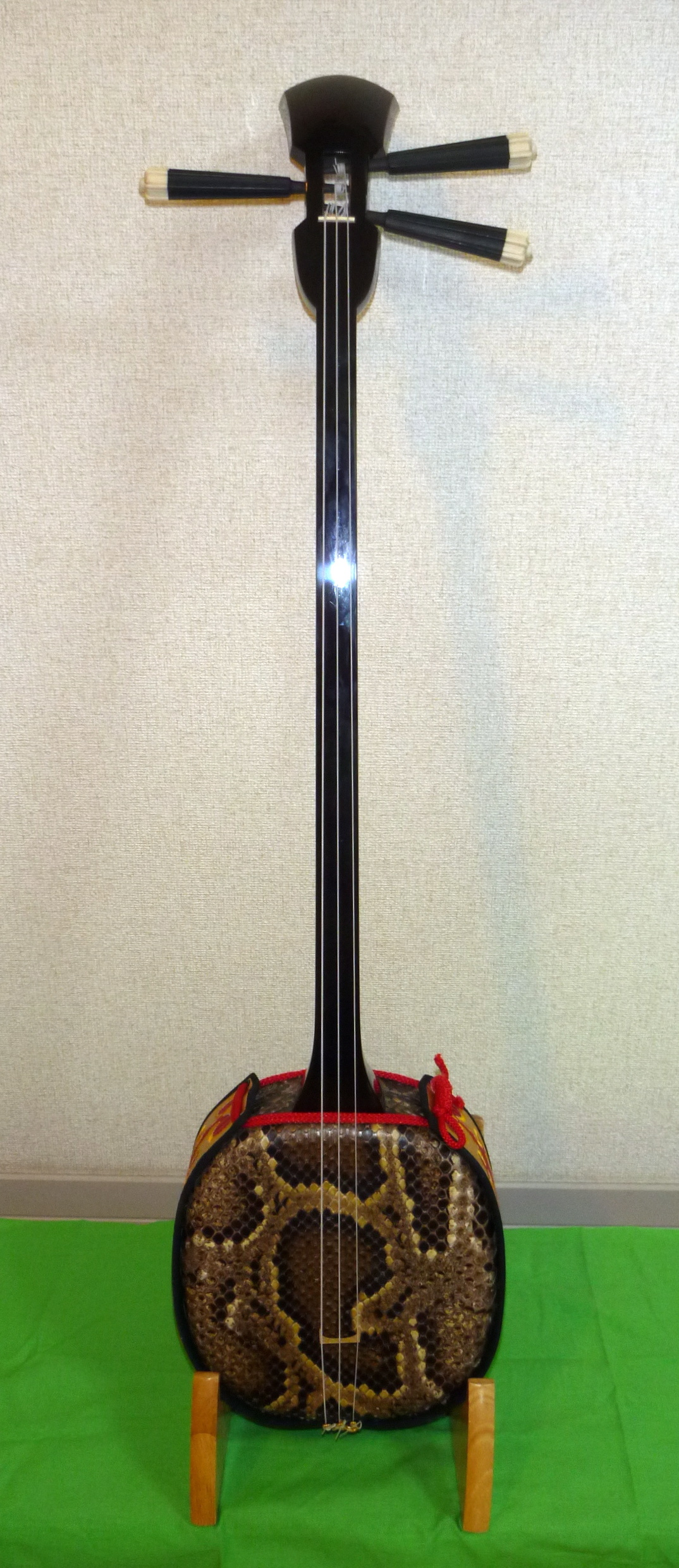
沖縄の真壁型三線

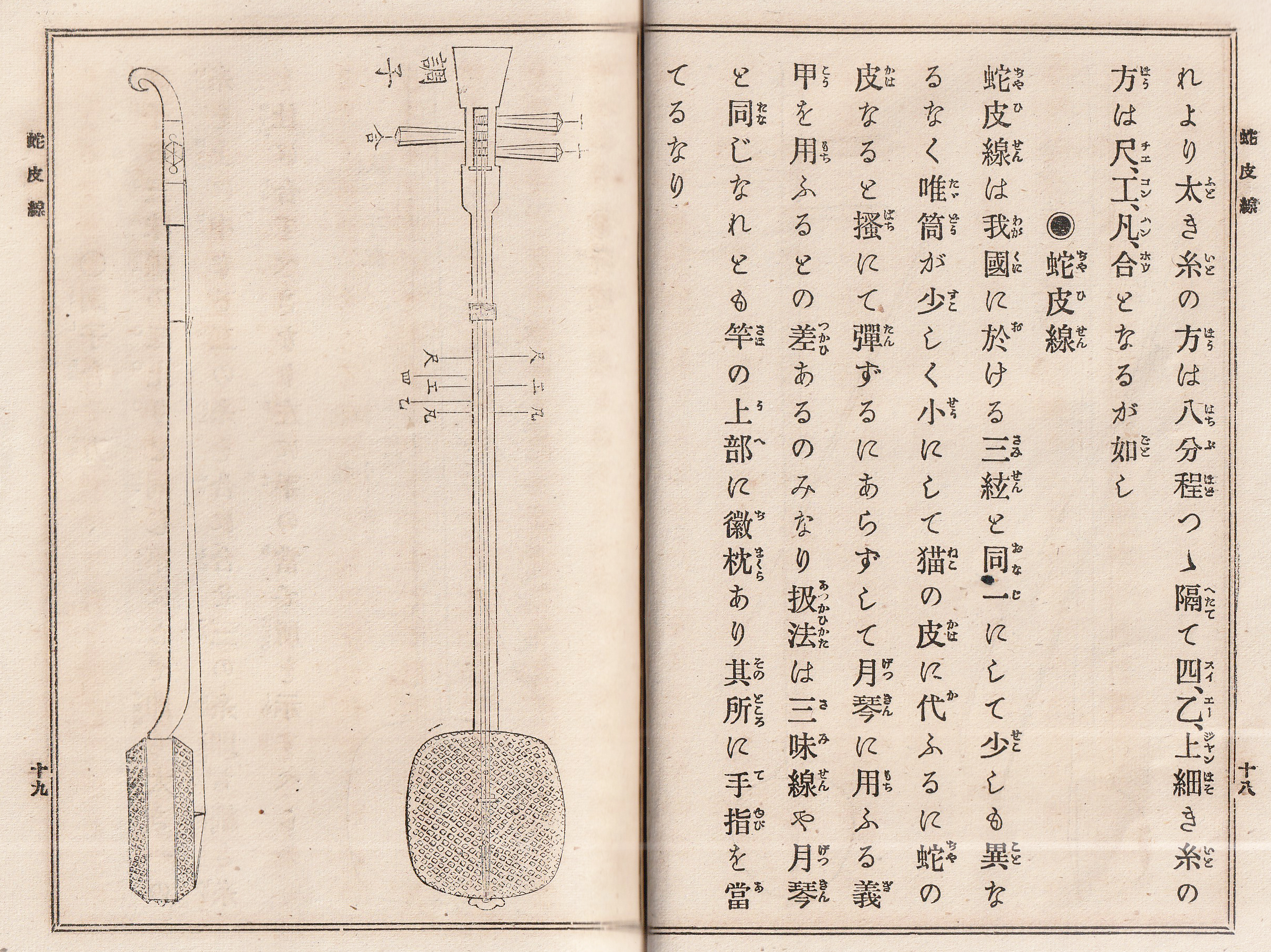
清楽で使われた三弦の二面図。調弦は「尺合尺」=レソレ

三弦（または三絃、さんげん。サンシエン、拼音: sānxiàn。意味は文字通り「三本の弦」)は、中国の伝統楽器で、ロングネックリュートタイプの撥弦楽器である。弦子（シエンズ、xiànzi）とも呼ばれる。日本では中華三味線（ちゅうかじゃみせん）、支那三味線（しなじゃみせん）と呼ばれることもある。
三弦の語は元のころにはじめて使われるようになった。

## 概要
丸みを帯びた形の胴体（共鳴箱）に蛇の皮を張り、フレットの無い長い棹を持つ。
全長は90cmから120cm程度で、一般的に、南方のものは小さく95cm程度で「小三弦」と呼ばれ、
北方のものは大きく120cm程度で「大三弦」と呼ばれる。
弦は絹糸を使用する。このため、湿度に影響されやすい。
多くの演奏家が、ケース内の湿気を取り除くためケースにシリカゲルを入れる。
秦代の楽器「弦鞀」から変化して成立したとされる。明の楊慎の『昇庵外集』に「今次三弦，始於元時」とあるのが初出で、同書の記述より元代に現在の形になったとされる。

## 用途
歴史的に歌の伴奏楽器として人気があった。南管や江南糸竹などのアンサンブルで用いられ、戯曲の演奏にも用いられる。現代中国音楽のオーケストラではあまり使われない。一般的に古典的な中国音楽にて使用されるが、現代中国のロックミュージシャン何勇(ハーヨン、Hé Yǒng)が使用したこともある。
琵琶などと比べてオリジナルのソロのレパートリーは少ない。
また、しばしば中国琵琶とテクニックを共有し、中国琵琶のために伝統的に書かれた曲を演奏することがある。
三弦がトレモロ演奏を行っている場合、元の曲は中国琵琶のために書かれた曲であったりする。
異なる役割のためのいくつかのサイズがある（大三弦など）。
大きいものは約三オクターブの音域がある。

## 他の楽器への影響
三弦が琉球王国に伝来し、宮廷音楽に取り入れられて三線になった。また、さらには16世紀には泉州（現大阪府の南部）の堺へと伝わり、平家琵琶の要素を取り入れるなどの改良を重ねて現在の三味線の原型となった。その後、三線は本土の三味線から逆影響を受けて完成した。

## 日本の三味線、三線との対比
- 胴体の両面には猫の皮ではなく蛇の皮を張る。（沖縄、奄美の三線と同じ）
- 象牙のバチではなく、人差し指の指先につけたピックで演奏する（沖縄の三線と共通）。現代ではプラスチック製のピックが主流。
- 音色は三味線より太く、重い（沖縄の三線と共通）。
- 南方の小三弦は、沖縄の三線と大きさも近いが、北方の大三弦はもっと大きく、音も太い。
- 調弦法にはいろいろあるが、三味線でいう二上り、三味線の本調子に取ることがよくある。